# Hashima

Hashima (羽島市 Hashima-shi?) este un municipiu din Japonia, prefectura Gifu.